# 1153
| [ Edytuj tabelę ]          |                                                                              |
| Książę Małopolski          | - 1146 Bolesław IV Kędzierzawy 1173                                          |
| Książę Wielkopolski        | - 1138 Mieszko III Stary 1177                                                |
| Król Angkoru               | - 1150 Dharanindrawarman II 1160                                             |
| Król Anglii                | - 1135 Stefan z Blois 1154                                                   |
| Król Aragonii              | - 1137 Petronela Aragońska 1164                                              |
| Hrabia Barcelony           | - 1131 Rajmund Berengar IV Święty 1162                                       |
| Książę Bawarii             | - 1141 Henryk XI Jasomirgott 1156                                            |
| Margrabia Brandenburgii    | - 1144 Albrecht Niedźwiedź 1170                                              |
| Książę Burgundii           | - 1143 Eudes II 1162                                                         |
| Cesarz Bizancjum           | - 1143 Manuel I Komnen 1180                                                  |
| Cesarz Chin                | - 1127 Song Gaozong 1162                                                     |
| Książę Czech               | - 1140 Władysław II 1172                                                     |
| Król Danii                 | - 1146 Kanut V 1157 - 1146 Swen III Grade 1157                               |
| Władca Egiptu              | - 1149 Az-Zafir 1154                                                         |
| Król Francji               | - 1137 Ludwik VII Młody 1180                                                 |
| Król Gruzji                | - 1125 Dymitr I 1156                                                         |
| Hrabia Holandii            | - 1121 Dirk VI 1157                                                          |
| Cesarz Japonii             | - 1141 Konoe 1155                                                            |
| Kalif                      | - 1136 Al-Muqtafi 1160                                                       |
| Król Kastylii              | - 1126 Alfons VII 1157                                                       |
| Wielki książę Kijowa       | - 1146 Izjasław II Pantelejmon 1154                                          |
| Patriarcha Konstantynopola | - 1151 Teodot II 1153 - 1153 Neofit I 1153                                   |
| Władca Korei               | - 1146 Ŭijong 1170                                                           |
| Kalif Maroka               | - 1147 Abd al-Mumin 1163                                                     |
| Król Nawarry               | - 1150 Sancho VI 1194                                                        |
| Król Norwegii              | - 1136 Inge I Garbaty 1161 - 1136 Sigurd II Gęba 1155 - 1142 Eystein II 1157 |
| Książę Obodrzyców          | - 1131 Niklot 1160                                                           |
| Hrabia Palatynatu          | - 1142 Herman III von Stahleck 1155                                          |
| Papież                     | - 1145 Eugeniusz III 1153 - 1153 Anastazy IV 1154                            |
| Król Portugalii            | - 1139 Alfons I 1185                                                         |
| Sułtan Rumu                | - 1116 Masud I 1156                                                          |
| Książę Rusi halickiej      | - 1141 Władymirko 1153 - 1153 Jarosław Ośmiomysł 1187                        |
| Książę Saksonii            | - 1142 Henryk Lew 1180                                                       |
| Sułtan Wielkich Seldżuków  | - 1118 Ahmad Sandżar 1157                                                    |
| Król Szkocji               | - 1124 Dawid I Szkocki 1153 - 1153 Malcolm IV 1165                           |
| Król Szwecji               | - 1130 Swerker I Starszy 1156                                                |
| Doża Wenecji               | - 1148 Domenico Morosini 1156                                                |
| Król Węgier                | - 1141 Gejza II 1161                                                         |

Rok 1153 / MCLIII
stulecia: XI wiek ~
XII wiek ~
XIII wiek

lata: 1143 «
1148 «
1149 «
1150 «
1151 «
1152 «
1153
» 1154
» 1155
» 1156
» 1157
» 1158
» 1163

## Wydarzenia w Polsce
- 25 marca – Jan Gryfita wystawił dokument fundacyjny opactwa cysterskiego, w którym pierwszy raz została użyta nazwa Jędrzejów.
- 3 maja – konsekracja pierwszego na Pomorzu klasztoru.

## Wydarzenia na świecie
- 25 stycznia – wyprawy krzyżowe: król jerozolimski Baldwin III rozpoczął oblężenie Aszkelonu.
- 23 marca – w Konstancji została zawarta ugoda między papieżem Eugeniuszem III a królem Niemiec Fryderykiem I Barbarossą, który miał otrzymać koronę cesarską w zamian za pomoc w przywróceniu władzy papieża w Państwie Kościelnym.
- 24 maja – Malcolm IV został królem Szkocji.
- 27 maja – Malcolm IV został koronowany na króla Szkocji.
- 12 lipca – Anastazy IV został papieżem.
- 19 sierpnia – wyprawy krzyżowe: król jerozolimski Baldwin III zdobył po 5-miesięcznym oblężeniu Aszkelon.

## Zmarli
- 24 maja – Dawid I Szkocki, król Szkocji, (ur. 1084)
- 8 lipca – Eugeniusz III, papież, (ur. do 1085[1])
- 17 sierpnia – Eustachy IV z Boulogne, hrabia Boulogne i Mortain (ur. ok. 1130)
- 20 sierpnia – Bernard z Clairvaux, teolog i filozof, cysters (ur. 1090)
- data dzienna nieznana:
  - Piotr Włostowic, palatyn Bolesława III Krzywoustego i Władysława II Wygnańca (ur. ok. 1080)
  - Władymirko, książę halicki i dźwinogrodzki (ur. 1104)